# Oberzeihen
Oberzeihen (toponimo tedesco) è una frazione del comune svizzero di Zeihen, nel Canton Argovia (distretto di Laufenburg).

## Storia
Già frazione del comune di Herznach, nel 1852 è stato accorpato al comune soppresso di Niederzeihen per formare il nuovo comune di Zeihen.

## Monumenti e luoghi d'interesse

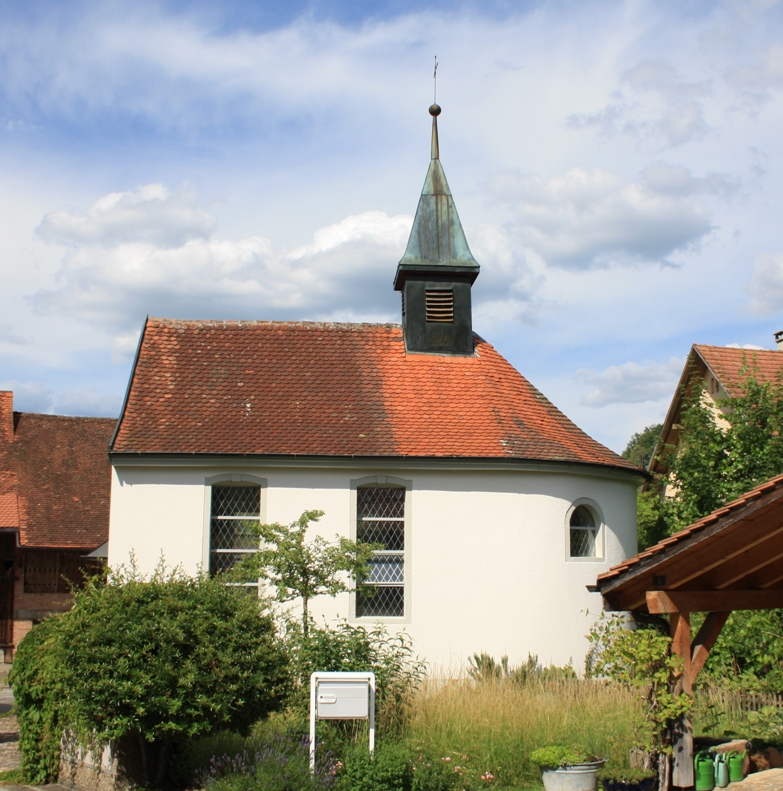
La cappella cattolica

- Cappella cattolica, eretta nel 1755 e ricostruita nel 1841[1].

## Amministrazione
Ogni famiglia originaria del luogo fa parte del cosiddetto comune patriziale e ha la responsabilità della manutenzione di ogni bene ricadente all'interno dei confini del comune.